# Mavri Schinia
Mavri Schinia är ett berg i Cypern.   Det ligger i distriktet Eparchía Páfou, i den västra delen av landet, 100 km väster om huvudstaden Nicosia. Toppen på Mavri Schinia är 407 meter över havet, eller 53 meter över den omgivande terrängen. Bredden vid basen är 1,6 km. Mavri Schinia ligger på ön Cypern.
Terrängen runt Mavri Schinia är kuperad österut, men västerut är den platt. Havet är nära Mavri Schinia åt nordväst.Trakten runt Mavri Schinia är glesbefolkad, med 11 invånare per kvadratkilometer. Närmaste större samhälle är Pégeia, 17,7 km söder om Mavri Schinia. 